# Каирская международная книжная ярмарка
Каирская международная книжная ярмарка (араб. معرض القاهرة الدولي للكتاب‎) — крупная книжная ярмарка, ежегодно проходящая в Каире (Египет) близ университета Аль-Азхар. Организатором является Генеральная египетская книжная организация. Она была создана в 1969 году — дата её первого проведения совпадает с празднованием 1000-летия основания города Каира.
Ярмарка, которая должна была пройти в январе 2011 года, была отменена из-за революционных событий в Египте. В январе 2012 года ярмарка состоялась вновь.

## Масштаб
Каирская ярмарка — одна из крупнейших и старейших в арабском мире, ежегодно привлекающая около двух миллионов посетителей и тысячи продавцов книг. Её посещают частные компании и государственные учреждения, розничные торговцы книг и видео-продукции. В течение почти трех недель устраиваются доклады, лекции, публичные чтения, и другие массовые мероприятия. Материалы представляются на английском, арабском и других языках. Ярмарка намеренно ориентируется на обычных египтян, устраивая мероприятия под открытым небом и даже фейерверки для развлечения.
Ярмарка известна также по той причине, что издательства Каира выпускают три пятых литературы на арабском языке. По данным на 2006 год, она является второй по величине после Франкфуртской книжной ярмарки.

## Критика
В последние годы ярмарка неоднократно подвергалась критике за запрет на продажи литературы военных мусульманских писателей, работ, критикующих действующее правительство, и книг на спорные (в частности, эротические) темы.
В 2000 год, протесты исламистов против оскорбительных, по их мнению, книг, вылились в акты насилия. Более 2000 представителей мусульманских студенческих групп вышли на акцию протеста перед зданием университета Аль-Азхар, что привело к массовому протесту против египетского правительства и закончилось арестом 75 человек. Студенты выступали против публикации романа сирийского писателя Хайдара Хайдара «Банкет для водорослей». В конечном итоге, это привело к аресту двух сотрудников правительственной типографии за «богохульство» и издание работ, «оскорбительных для общественной морали».